# Pralong
 (septembre 2008).
Si vous disposez d'ouvrages ou d'articles de référence ou si vous connaissez des sites web de qualité traitant du thème abordé ici, merci de compléter l'article en donnant les références utiles à sa vérifiabilité et en les liant à la section « Notes et références ».
Pralong est une commune française située dans le département de la Loire en région Auvergne-Rhône-Alpes, et faisant partie de Loire Forez Agglomération.

## Géographie

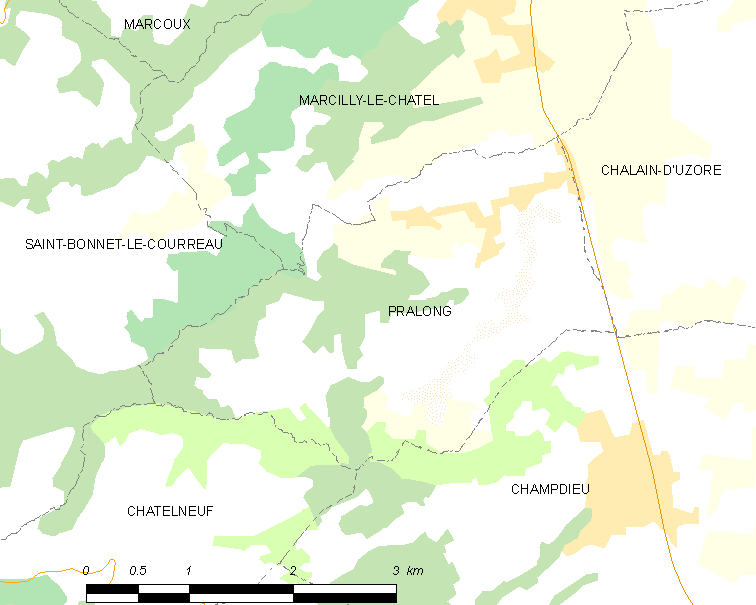
Localisation du village et des communes aux alentours

| Saint-Bonnet-le-Courreau | Marcilly-le-Châtel |                 |
|                          | Pralong            | Chalain-d'Uzore |
| Châtelneuf               |                    | Champdieu       |

### Climat
Pour des articles plus généraux, voir Climat d'Auvergne-Rhône-Alpes et Climat de la Loire.
En 2010, le climat de la commune est de type climat des marges montargnardes, selon une étude du Centre national de la recherche scientifique s'appuyant sur une série de données couvrant la période 1971-2000. En 2020, Météo-France publie une typologie des climats de la France métropolitaine dans laquelle la commune est exposée à un climat de montagne ou de marges de montagne et est dans la région climatique Nord-est du Massif Central, caractérisée par une pluviométrie annuelle de 800 à 1 200 mm, bien répartie dans l’année.
Pour la période 1971-2000, la température annuelle moyenne est de 10,4 °C, avec une amplitude thermique annuelle de 16,6 °C. Le cumul annuel moyen de précipitations est de 793 mm, avec 9,4 jours de précipitations en janvier et 7,1 jours en juillet. Pour la période 1991-2020, la température moyenne annuelle observée sur la station météorologique de Météo-France la plus proche, « Savigneux », sur la commune de Savigneux à 8 km à vol d'oiseau, est de 11,0 °C et le cumul annuel moyen de précipitations est de 665,4 mm,. Pour l'avenir, les paramètres climatiques de la commune estimés pour 2050 selon différents scénarios d'émission de gaz à effet de serre sont consultables sur un site dédié publié par Météo-France en novembre 2022.

## Urbanisme

### Typologie
Au 1er janvier 2024, Pralong est catégorisée commune rurale à habitat dispersé, selon la nouvelle grille communale de densité à sept niveaux définie par l'Insee en 2022.
Elle appartient à l'unité urbaine de Marcilly-le-Châtel, une agglomération intra-départementale regroupant deux  communes, dont elle est une commune de la banlieue,,. Par ailleurs la commune fait partie de l'aire d'attraction de Montbrison, dont elle est une commune de la couronne,. Cette aire, qui regroupe 27 communes, est catégorisée dans les aires de moins de 50 000 habitants,.

### Occupation des sols
L'occupation des sols de la commune, telle qu'elle ressort de la base de données européenne d’occupation biophysique des sols Corine Land Cover (CLC), est marquée par l'importance des territoires agricoles (68,5 % en 2018), en diminution par rapport à 1990 (74,3 %). La répartition détaillée en 2018 est la suivante : 
zones agricoles hétérogènes (35,7 %), forêts (25,9 %), prairies (22,2 %), terres arables (10,6 %), zones urbanisées (5,6 %). L'évolution de l’occupation des sols de la commune et de ses infrastructures peut être observée sur les différentes représentations cartographiques du territoire : la carte de Cassini (XVIIIe siècle), la carte d'état-major (1820-1866) et les cartes ou photos aériennes de l'IGN pour la période actuelle (1950 à aujourd'hui).

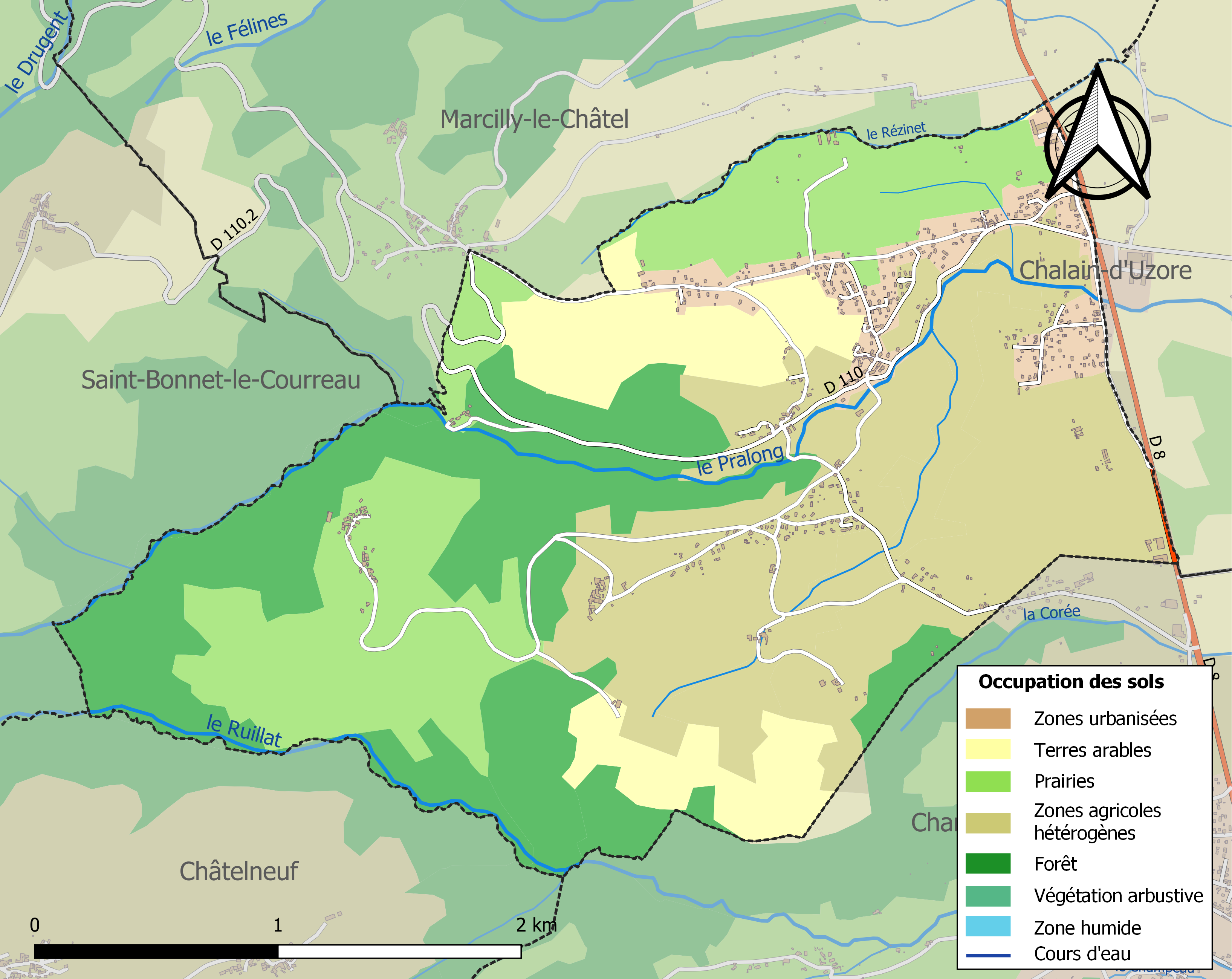
Carte des infrastructures et de l'occupation des sols de la commune en 2018 (CLC).

## Histoire
Le nom de ce village vient du patois "pra long" = pré long, qui bordait le ruisseau nommé le Pralong.[réf. nécessaire]

## Blasonnement
|  | Les armoiries de Pralong se blasonnent ainsi : D'azur à la croisette d'argent fleurdelisée d'or; mantelé d'argent chargé d'un cep de vigne de sable, feuillé de sinople et fruité de gueules, accosté de deux bœufs affrontés de gueules. |

## Politique et administration
| Période                                  | Période        | Identité         | Étiquette | Qualité |
| ---------------------------------------- | -------------- | ---------------- | --------- | ------- |
| Les données manquantes sont à compléter. |                |                  |           |         |
| octobre 1897                             | mai 1908       | Antonin Lafont   |           |         |
| mai 1908                                 | décembre 1930  | Jean Brunel      |           |         |
| février 1931                             | septembre 1940 | Michel Roche     |           |         |
| septembre 1940                           | octobre 1941   | Antoine Delorme  |           |         |
| octobre 1941                             | mars 1965      | Joseph Maillard  |           |         |
| mars 1965                                | mars 1995      | Antoine Maillard |           |         |
| mars 1995                                | mars 2001      | René Maison      |           |         |
| mars 2001                                | mars 2008      | Joël Chabance    |           |         |
| mars 2008                                | 2014           | Marc Massacrier  |           |         |
| 2014                                     | mai 2020       | Éric Michard     |           |         |
| mai 2020                                 | En cours       | Pierre Garbil    |           |         |

Pralong faisait partie de la communauté d'agglomération de Loire Forez de 2003 à 2016 puis a intégré Loire Forez Agglomération.

## Démographie
L'évolution du nombre d'habitants est connue à travers les recensements de la population effectués dans la commune depuis 1793. Pour les communes de moins de 10 000 habitants, une enquête de recensement portant sur toute la population est réalisée tous les cinq ans, les populations de référence des années intermédiaires étant quant à elles estimées par interpolation ou extrapolation. Pour la commune, le premier recensement exhaustif entrant dans le cadre du nouveau dispositif a été réalisé en 2005.

En 2022, la commune comptait 851 habitants, en évolution de −0,7 % par rapport à 2016 (Loire : +1,32 %, France hors Mayotte : +2,11 %).
| 1793 | 1800 | 1806 | 1821 | 1831 | 1836 | 1841 | 1846 | 1851 |
| ---- | ---- | ---- | ---- | ---- | ---- | ---- | ---- | ---- |
| 270  | 225  | 253  | 362  | 360  | 322  | 299  | 350  | 332  |

| 1856 | 1861 | 1866 | 1872 | 1876 | 1881 | 1886 | 1891 | 1896 |
| ---- | ---- | ---- | ---- | ---- | ---- | ---- | ---- | ---- |
| 346  | 320  | 314  | 305  | 295  | 345  | 403  | 388  | 400  |

| 1901 | 1906 | 1911 | 1921 | 1926 | 1931 | 1936 | 1946 | 1954 |
| ---- | ---- | ---- | ---- | ---- | ---- | ---- | ---- | ---- |
| 383  | 364  | 347  | 356  | 334  | 322  | 332  | 301  | 320  |

| 1962 | 1968 | 1975 | 1982 | 1990 | 1999 | 2005 | 2006 | 2010 |
| ---- | ---- | ---- | ---- | ---- | ---- | ---- | ---- | ---- |
| 314  | 322  | 388  | 532  | 614  | 680  | 809  | 825  | 850  |

| 2015 | 2020 | 2022 | - | - | - | - | - | - |
| ---- | ---- | ---- | - | - | - | - | - | - |
| 868  | 863  | 851  | - | - | - | - | - | - |

## Lieux et monuments
- Église Saint-Romain de Pralong. Elle est inscrite à l'Inventaire général du patrimoine culturel[19].
- Pigeonnier.
- Puits Griots.